# 海林駅
海林駅（かいりんえき）とは、中華人民共和国黒竜江省牡丹江市海林市海林鎮に位置する浜綏線の駅。

## 歴史
- 1901年　開業。

## 隣の駅
中華人民共和国鉄道部
浜綏線
敖頭駅 - 海林駅 - 拉古駅
座標: 北緯44度33分53秒 東経129度22分50秒 / 北緯44.5648度 東経129.3805度